# Winter-Asienspiele 2025/Teilnehmer (Chinesisch Taipeh)
| Gelbes Symbol für Goldmedaillen mit stilisierten Olympischen Ringen | Graues Symbol für Silbermedaillen mit stilisierten Olympischen Ringen | Braundes Symbol für Bronzemedaillen mit stilisierten Olympischen Ringen |
| ------------------------------------------------------------------- | --------------------------------------------------------------------- | ----------------------------------------------------------------------- |
| —                                                                   | —                                                                     | 1                                                                       |

Die Republik China nahm unter dem Namen Chinesisch Taipeh an den Winter-Asienspiele 2025 in Harbin teil.

## Medaillen

### Medaillenspiegel
| Rang   | Sportart       | Gold | Silber | Bronze | Gesamt |
| ------ | -------------- | ---- | ------ | ------ | ------ |
| 1      | Eisschnelllauf | —    | —      | 1      | 1      |
| Gesamt | Gesamt         | 0    | 0      | 1      | 1      |

### Medaillengewinner
| Name/n        | Sportart       | Wettkampf |
| ------------- | -------------- | --------- |
| Bronze        |                |           |
| Chen Ying-chu | Eisschnelllauf | 100 m     |

## Teilnehmer nach Sportarten

### Curling
| Wettbewerb             | Männer                                                                 | Frauen | Mixed-Doppel                                                            |
| ---------------------- | ---------------------------------------------------------------------- | --- | ----------------------------------------------------------------------- |
| Athleten               | Chang Che-lun Hou Yi-ler Lin Chen-han Lin Ting-li Liu Bor-kai          | Chang Chia-chi Lee Yi-chun Liu I-ling Yang Ko                                                                                          | Liu Bor-kai Chou Yi-hsuan                                               |
| Gruppenphase           | Kasachstan (5:10) Südkorea (1:10) Kirgisistan (7:4) Philippinen (3:11) | Südkorea (0:11) Volksrepublik China (2:14) Kasachstan (0:14) Thailand (10:2) Katar (9:5) Hongkong (1:8) Japan (5:12) Philippinen (2:9) | Japan (3:9) Hongkong (8:9) Thailand (12:0) Kuwait (13:3) Mongolei (8:4) |
| Qualifikationsrunde    | ausgeschieden                                                          | ausgeschieden | Philippinen (2:7)                                                       |
| Halbfinale             | ausgeschieden                                                          | ausgeschieden | ausgeschieden                                                           |
| Finale/Spiel um Bronze | ausgeschieden                                                          | ausgeschieden | ausgeschieden                                                           |
| Rang                   | 7                                                                      | 7 | 6                                                                       |

### Eishockey
| Wettbewerb             | Männer |
| ---------------------- | --- |
| Athleten               | Chang Han-yuan Chen Chiung-yuan Chen Kuan-ting Chen Tai-yu Lee Yi-cheng Li Zheng-wei Lin Ching Lin Hung-ju Lin Jui-yu Lin Yi-kuan Lin Yo-chen Pan Yi-cheng Peng Mo Sang Chuo-en Shih Chen-yun Wang Po-hsiang Wang Yun-tzu Weng Pei-an Yang Chang-hsing Yu Sung-yin |
| Gruppenphase           | Kasachstan (0:17) Südkorea (1:14) Japan (0:15) Thailand (3:1) Volksrepublik China (5:0) |
| Zwischenrunde          | |
| Viertelfinale          | Volksrepublik China (2:7) |
| Halbfinale             | Ausgeschieden |
| Finale/Spiel um Bronze | Ausgeschieden |
| Rang                   | 5 |

| Wettbewerb | Frauen |
| ---------- | --- |
| Athleten   | Chang En-ni Chang En-wei Hsieh Chih-chen Hsu Ting-yu Hsu Yu-tong Huang Min-chuan Huang Yun-chu Kao Wei-ting Lin Chieh-yun Lin Yang-chi Liu Chih-lin Liu Yen-wei Sha Yun-yun Tan Su-ting Tao Sing-lin Wu Ji-cih Yeh Hui-chen Yeh Pei-han |
| Vorrunde   | Thailand (4:1) Kasachstan (1:5) Südkorea (2:3) Hongkong (6:1) |
| Hauptrunde | Ausgeschieden |
| Rang       | 5 |

### Eiskunstlauf
| Athleten     | Wettbewerbe | Kurzprogramm/ Rhythmustanz | Kurzprogramm/ Rhythmustanz | Kür    | Kür  | Gesamt | Gesamt |
| Athleten     | Wettbewerbe | Punkte                     | Rang                       | Punkte | Rang | Punkte | Rang   |
| ------------ | ----------- | -------------------------- | -------------------------- | ------ | ---- | ------ | ------ |
| Männer       |             |                            |                            |        |      |        |        |
| Li Yu-Hsiang | Einzel      | 57,38                      | 11                         | 129,88 | 8    | 187,26 | 8      |

### Eisschnelllauf
| Athleten      | Wettbewerb | Zeit        | Rang   |
| ------------- | ---------- | ----------- | ------ |
| Frauen        |            |             |        |
| Chen Ying-Chu | 100 m      | 10,51 s     | Bronze |
| Chen Ying-Chu | 500 m      | 38,88 s     | 5      |
| Chen Ying-Chu | 1000 m     | 1:19,74 min | 12     |
| Männer        |            |             |        |
| Tai Wei-Lin   | 100 m      | 9,99 s      | 14     |
| Tai Wei-Lin   | 500 m      | 36,02 s     | 14     |
| Tai Wei-Lin   | 1000 m     | 1:11,64 min | 13     |
| Tai Wei-Lin   | 1500 m     | 1:51,30 min | 12     |

### Shorttrack
| Athleten                                                       | Wettbewerb | Vorläufe     | Vorläufe | Viertelfinale | Viertelfinale | Halbfinale    | Halbfinale    | Finale A/B    | Finale A/B    | Rang          |
| Athleten                                                       | Wettbewerb | Zeit         | Rang     | Zeit          | Rang          | Zeit          | Rang          | Zeit          | Rang          | Rang          |
| -------------------------------------------------------------- | ---------- | ------------ | -------- | ------------- | ------------- | ------------- | ------------- | ------------- | ------------- | ------------- |
| Frauen                                                         |            |              |          |               |               |               |               |               |               |               |
| Chang Wan-Ting                                                 | 500 m      | 48,178 s     | 4        | ausgeschieden | ausgeschieden | ausgeschieden | ausgeschieden | ausgeschieden | ausgeschieden | ausgeschieden |
| Chang Wan-Ting                                                 | 1000 m     | 1:42,917 min | 4        | ausgeschieden | ausgeschieden | ausgeschieden | ausgeschieden | ausgeschieden | ausgeschieden | ausgeschieden |
| Chang Wan-Ting                                                 | 1500 m     | 2:40,363 min | 4        | 2:40,363      | 4             | 2:48,594 min  | 3             | 2:46,908 min  | 7             | 14            |
| Chung Hsiao-Ying                                               | 500 m      | 46,411 s     | 3        | 2:40,952 min  | 5             | ausgeschieden | ausgeschieden | ausgeschieden | ausgeschieden | ausgeschieden |
| Chung Hsiao-Ying                                               | 1000 m     | 1:38,777 min | 5        | ausgeschieden | ausgeschieden | ausgeschieden | ausgeschieden | ausgeschieden | ausgeschieden | ausgeschieden |
| Chung Hsiao-Ying                                               | 1500 m     | 2:40,952 min | 5        | ausgeschieden | ausgeschieden | ausgeschieden | ausgeschieden | ausgeschieden | ausgeschieden | ausgeschieden |
| Männer                                                         |            |              |          |               |               |               |               |               |               |               |
| Chang Chuan-Lin                                                | 500 m      | 42,561 s     | 2        | 42,023 s      | 4             | ausgeschieden | ausgeschieden | ausgeschieden | ausgeschieden | ausgeschieden |
| Chang Chuan-Lin                                                | 1000 m     | 1:30,821 min | 2        | 1:28,106 min  | 4             | ausgeschieden | ausgeschieden | ausgeschieden | ausgeschieden | ausgeschieden |
| Chang Chuan-Lin                                                | 1500 m     | 2:20,956 min | 3        | —             | —             | 2:27,885 min  | 5             | ausgeschieden | ausgeschieden | ausgeschieden |
| Lai Tsai Huan-Chen                                             | 500 m      | 43,870 s     | 3        | 44,057 s      | 4             | ausgeschieden | ausgeschieden | ausgeschieden | ausgeschieden | ausgeschieden |
| Lai Tsai Huan-Chen                                             | 1500 m     | 2:24,848 min | 4        | —             | —             | 2:23,794      | 4             | 2:33,760 min  | 6             | 13            |
| Lin Chun-Chieh                                                 | 500 m      | 43,087 s     | 3        | 43,504 s      | 4             | ausgeschieden | ausgeschieden | ausgeschieden | ausgeschieden | ausgeschieden |
| Lin Chun-Chieh                                                 | 1000 m     | 1:30,950 min | 3        | ausgeschieden | ausgeschieden | ausgeschieden | ausgeschieden | ausgeschieden | ausgeschieden | ausgeschieden |
| Tsai Chia-Wei                                                  | 1000 m     | 1:30,600 min | 3        | 1:29,972 min  | 5             | ausgeschieden | ausgeschieden | ausgeschieden | ausgeschieden | ausgeschieden |
| Tsai Chia-Wei                                                  | 1500 m     | 2:27,367 min | 3        | —             | —             | 2:22,258 min  | 3             | 2:24,309 min  | 7             | 7             |
| Mixed                                                          |            |              |          |               |               |               |               |               |               |               |
| Chung Hsiao-ying Chang Wan-ting Lin Chun-chieh Chang Chuan-lin | Staffel    | —            | —        | 2:51,211 min  | 3             | 2:51,766 min  | 3             | PEN           | PEN           | 7             |

### Ski Alpin
| Athleten        | Wettbewerbe | 1. Lauf | 1. Lauf | 2. Lauf | 2. Lauf | Gesamt      | Gesamt |
| Athleten        | Wettbewerbe | Zeit    | Rang    | Zeit    | Rang    | Zeit        | Rang   |
| --------------- | ----------- | ------- | ------- | ------- | ------- | ----------- | ------ |
| Frauen          |             |         |         |         |         |             |        |
| Lee Wen-yi      | Slalom      | 55,18 s | 12      | 53,48 s | 12      | 1:48,66 min | 11     |
| Männer          |             |         |         |         |         |             |        |
| Ho Ping-Jui     | Slalom      | 53,24 s | 21      | 50,48 s | 15      | 1:43,72 min | 16     |
| Tsai Yueh-Sheng | Slalom      | 53,23 s | 20      | DSQ     | DSQ     | DSQ         | DSQ    |

### Skilanglauf
| Athleten                                         | Wettbewerbe        | Zeit        | Rang |
| ------------------------------------------------ | ------------------ | ----------- | ---- |
| Männer                                           |                    |             |      |
| Lee Chieh-Han                                    | 10 km Freistil     | 27:00,5 min | 32   |
| Liu Hao-Che                                      | 10 km Freistil     | 29:58,5 min | 40   |
| Liu Hao-En                                       | 10 km Freistil     | 28:57,2 min | 38   |
| Joseph Peng                                      | 10 km Freistil     | 30:56,9 min | 42   |
| Lee Chieh-Han Joseph Peng Liu Hao-En Liu Hao-Che | 4 × 7,5 km Staffel | 1:33:38,6 h | 9    |

| Athleten      | Wettbewerbe      | Qualifikation | Qualifikation | Viertelfinale | Viertelfinale | Halbfinale    | Halbfinale    | Finale        | Finale        | Rang |
| Athleten      | Wettbewerbe      | Zeit          | Rang          | Zeit          | Rang          | Zeit          | Rang          | Zeit          | Rang          | Rang |
| ------------- | ---------------- | ------------- | ------------- | ------------- | ------------- | ------------- | ------------- | ------------- | ------------- | ---- |
| Männer        |                  |               |               |               |               |               |               |               |               |      |
| Fan Ruei-Hong | Sprint klassisch | 4:36,13 min   | 38            | ausgeschieden | ausgeschieden | ausgeschieden | ausgeschieden | ausgeschieden | ausgeschieden | 38   |
| Liu Hao-Che   | Sprint klassisch | 4:28,33 min   | 37            | ausgeschieden | ausgeschieden | ausgeschieden | ausgeschieden | ausgeschieden | ausgeschieden | 37   |
| Liu Hao-En    | Sprint klassisch | 4:12,08 min   | 34            | ausgeschieden | ausgeschieden | ausgeschieden | ausgeschieden | ausgeschieden | ausgeschieden | 34   |
| Joseph Peng   | Sprint klassisch | 4:03,40 min   | 31            | ausgeschieden | ausgeschieden | ausgeschieden | ausgeschieden | ausgeschieden | ausgeschieden | 31   |